# Rezurex

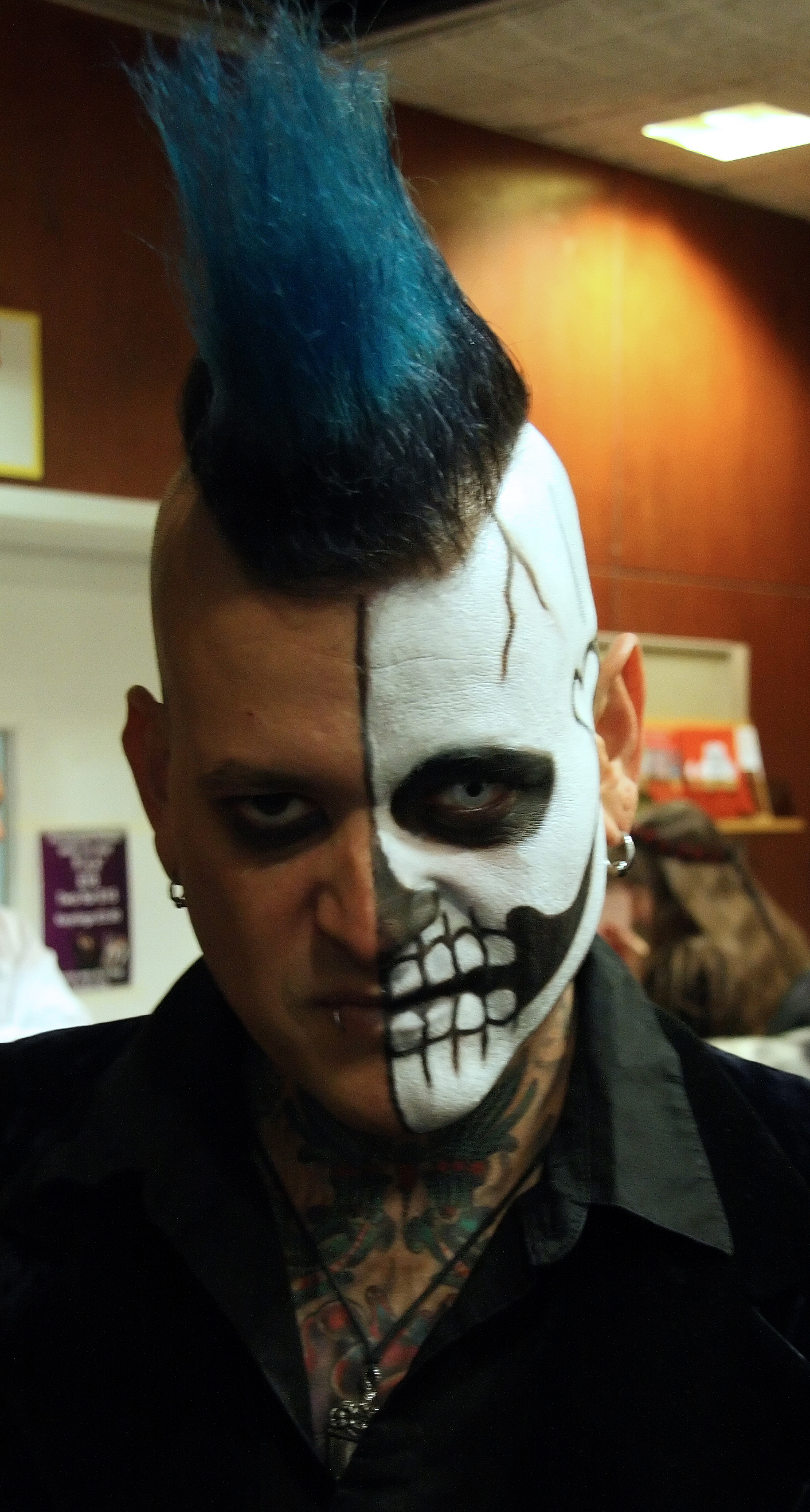
Daniel deLeon.

Rezurex es un grupo musical de psychobilly originario de Los Ángeles, California. 
A pesar de que la banda no tiene mucho tiempo de existir, sus integrantes son muy conocidos en la escena, ya que han formado parte de varias bandas no sólo de psychobilly sino también de punk. Su primer sencillo, Dia De Los Muertos fue lanzado en noviembre del 2004, en la compilación Give 'Em the Boot IV del sello discográfico Hellcat Records.
Sin duda Daniel DeLeon, vocalista y guitarrista de la agrupación, es un rostro fácilmente reconocible en la escena psychobilly debido a su medio cráneo de maquillaje que se aplica en casi todas las presentaciones de la banda, y se ha llegado a convertir en el logotipo Rezurex.
Sus letras y su música se ven influenciadas por bandas legendarias de punk, rockabilly y psychobilly como  Misfits, Demented Are Go o Stray Cats. Además las letras también rinden homenaje a las películas de terror clásicas e inclusive a tradiciones mexicanas (como en su sencillo llamado Día De Los Muertos), debido a la ascendencia mexicana de Daniel, de la cual se dice estar muy orgulloso.

## Discografía
- Beyond The Grave (2006)
- Psycho Radio (2008)
- skeletons (2020)

## Miembros de la banda
- Daniel DeLeon (voz y guitarra)
- Adam Guerrero (batería)
- Steve Rejon (contrabajo)
- Manny Anzaldo (guitarra líder)